# Bukovyna Tchernivtsi
Maillots
Le Futbolny Klub Bukovyna Tchernivtsi (en ukrainien : Футбольний Клуб Буковина Чернівці), plus couramment abrégé en Bukovyna Tchernivtsi, est un club ukrainien de football fondé en 1958 et basé dans la ville de Tchernivtsi.

## Histoire du club
Le club est fondé en 1958 à Tchernivtsi, une ville de l'oblast de Tchernivtsi.
Le club devient ensuite l'un des membres fondateurs du championnat d'Ukraine. Il reste trois saisons dans la première division ukrainienne de 1992 à 1994. Depuis 2010, le club évolue en deuxième division ukrainienne.

## Palmarès
| Compétitions nationales | Compétitions soviétiques                                                         |
| --- | -------------------------------------------------------------------------------- |
| - Championnat d'Ukraine : - Meilleure performance : 6e (1992) - Championnat d'Ukraine D2 : - Vice-champion : 1996. - Championnat d'Ukraine D3 (2) : - Champion : 2000 et 2010. | - Championnat d'URSS D3 (1) : - Champion : 1990. - Vice-champion : 1968 et 1988. |

## Personnalités du club

### Présidents du club
- Vasyl Fedoriouk (1993 - 1998)
- Vasyl Fedoriouk (2017 - 2010)
- Vadym Zayats (2019 - )

### Entraîneurs du club
| - Iosip Liftchytz (1960) - Anatoliy Savytski (1961 - 1962) - Fedir Dachkov (1962) - Vitaliy Sobolev (1963 - 1964) - Mykhaïlo Korsounski (1964 - 1966) - Vassiliy Vassiliev (1966) - Mykola Kouznetscov (1967) - Viktor Lebedev (1967 - 1968) - Mykhaylo Mykhalyna (1969 - 1970) - Anatoliy Soutchkov (1971) - Viktor Kanevski (1972) - Oleksandr Pavlenko (1972 - 1973) - Fedir Medvid (1973 - 1974) - Anatoliy Molotaï (1974 - 1976) - Abram Lerman (1976 - 1979) | - Borys Rassykhine (1979 - 1981) - Oleksandr Pavlenko (1981 - 1985) - Borys Rassykhine (1986 - 1987) - Youkhym Chkolnykov (1987 - 1992) - Oleksandr Pavlenko (1992 - 1994) - Viktor Matvienko (1994) - Youkhym Chkolnykov (1995 - 1996) - Valeriy Bohouslavski (1996 - 1998) - Mikhaïl Lakhnyouk (1998 - 1999) - Youriy Hiy (2000 - 2003) - Youriy Chelepnytskii (2003 - 2007) - Viktor Mglynets (2007 - 2009) - Mykola Troubachov (2009) - Oleksandr Yezhakov (2009 - 2010) - Vadym Zayats (2010 - 2013) | - Youriy Hiy (2013 - 2015) - Oleksandr Houmenyouk (2015) - Viktor Mglynets (2015 - 2016) - Roman Chpirnov (2016) - Serhiy Shyshchenko (2016) - Oleh Ratii (2017) - Youri Kraft (2017) - Viktor Mglynets (2017 - 2018) - Vitaliy Kounitsa (2018 - 2019) - Roman Nesterenko (2019) - Andriy Melnytchouk (2019) - Stepan Makoviytchouk (2019 - 2021) - Yevgen Kovalenko (2021) - Youriy Kysylytsia (2021 - ) |

### Joueurs célèbres du club
| - Lev Berezner - Victor Pasulko |

## Logos du club

Ancien logo du club.
Logo depuis 2020.